# Grubenjunge
Ein Grubenjunge, auch Bergjunge, war ein junger Bergmann, der im Bergbau bis ins 19. Jahrhundert unter Tage für Hilfsarbeiten eingesetzt wurde.

## Tätigkeiten
Die Grubenjungen wurden je nach körperlicher Eignung und betrieblichem Bedarf zu Säuberungsarbeiten eingeteilt oder als Helfer in der Förderung eingesetzt. Als sogenannte Sauberjungen (bergmännisch saubern „reinigen, in Ordnung halten“) wurden weniger kräftige Grubenjungen eingesetzt. Sie mussten in den Strecken und Schächten Säuberungsarbeiten durchführen. Auch wurden sie eingesetzt, um schon unter Tage das Erz vorzusortieren. Sie wurden auch oft einem erfahrenen Hauer mitgegeben, um ihm Handreichungen zu machen oder unter seiner Anleitung erste Hauertätigkeiten auszuführen. Die kräftigeren Grubenjungen wurden in der Streckenförderung oder teilweise auch als Helfer bei der Schachtförderung eingesetzt. Hier verrichteten sie Arbeiten wie das Anschlagen von Lasten oder das Bedienen des Haspels.

## Beruflicher Werdegang
Zuerst musste ein Grubenjunge sich erste bergmännische Grundkenntnisse auf der Scheidebank als Scheidejunge erwerben. Je nach Bergrevier wurde er dann im Alter von 14 Jahren, in manchen Gegenden erst mit 15 Jahren, zur Arbeit unter Tage eingesetzt. Als Grubenjunge arbeitete er dann bis zu seinem 18. Lebensjahr, in einigen Bergbaurevieren sogar bis zum 23. Lebensjahr. Danach wurde er als Bergknecht eingesetzt. Je nach Eignung konnte er danach als Lehrhauer die Tätigkeiten des Hauers erlernen und später dann selber als Hauer arbeiten.

## Arbeitszeit und Lohn
Die tägliche Arbeitszeit betrug 9 Stunden. Sauberjungen arbeiteten im Schichtlohn und mussten innerhalb von 14 Tagen 12 bis 15 Schichten verfahren. Förderhelfer arbeiteten im Gedinge und mussten 18 Schichten verfahren. Für ihre Arbeit erhielten Grubenjungen je nach Bergbaurevier zwischen 4,7 und 5,1 Mariengroschen pro Schicht. Durch Nacharbeiten und stundenweise Nebenarbeiten konnten sie sich pro Stunde zwischen 4 und 6 Pfennige dazuverdienen. Von dem verdienten Lohn mussten sie jedoch auch ihre Arbeitskleidung und bis zu vier Pfennig pro Schicht für das Öl ihres Geleuchts bezahlen.